# 坂本八幡宮
坂本八幡宮（さかもとはちまんぐう）は、福岡県太宰府市坂本にある神社。登記上の宗教法人名称は八幡神社（はちまんじんじゃ）。元号「令和」のゆかりの地とされる。

## 歴史
現在の坂本八幡宮の周辺は、奈良時代の大宰帥・大伴旅人の邸宅の所在地であるとの説がある。また、この坂本地区は謡曲や歌舞伎、人形浄瑠璃で知られる苅萱伝説ゆかりの地でもあり碑が立っている。
神社の創建については、天文・弘治年間に勧請されたと伝えられるものの、その由緒は明らかになっていない。
『圓満山四王寺縁起』によれば、平安時代である弘仁2年（811年）、四王寺山にあった「四王寺」の座主坊として、この坂本の地に「善正寺」という寺が成立した。「善正寺」は天台宗に属し、九州の天台宗の寺院は八幡宮を境内に祀っていることが多かったため、「善正寺」にも八幡宮が祀られたと考えられる。
「武藤少弐氏系図」によれば、少弐氏滅亡とともに「善正寺」は廃れたといわれる。そののち、境内にあった八幡宮だけが村の鎮守として再興されたと推測される。
明治5年（1873年）、近代社格制度において村社に列した。

## 祭事
近世には9月15日が、昭和20年（1945年）の時点では9月30日が例祭であった（現在は、10月1日）。また、本神社を産土神とする坂本区の3集落（坂本・関屋・洗出）において宮座が構成されていた（氏子全員が加入資格を持つ、いわゆる村座である。なお、昭和30年代以降は、坂本集落のみが宮座を維持している）。
宮司は太宰府天満宮に勤務しているため常駐しておらず、祭祀などの際にのみ出勤する。
- 1月14日 - 御通夜

氏子が神社に集まり参拝をした後、直会として小豆飯・吸い物等で会食する。準備は持ち回りで務めることになっており、当番となった家は事前に各戸から米3合を集め、食事や神饌の支度をする。かつては、毎月14日に執り行われていた。
- 4月末 - 春籠り（厄落とし）

氏子が重箱などに料理を詰めて神社に持ち寄り、五穀豊穣や悪疫退散の祈願をした後、会食する。かつては、厄年（数え年で41歳・61歳）の男性が神前で紅白の餅を投げ、全員に酒を振る舞う風習があった。
- 7月5日・6日 - サナブリ籠り

春籠りと同じように、神社で祈願（台風除けや稲の出穂祈願）をした後、持参した料理で会食する。
- 7月14日 - 夏祭り（オヨド）

「ヨド」は、「宵祭り」の意味。
- 8月7日 - 七夕籠り

祭事の内容は、サナブリ籠りと同じ。
- 10月1日 - 例祭（宮座行事）

坂本集落では当日朝に注連縄を作り、当元（とうもと。頭屋のこと）の家の床の間へ飾った後、神社の鳥居に掛ける。神事が終わったら、宮座の参加者は一旦帰宅して正装に着替え、当元の家で直会を行う。
- 11月28日 - 神戻し（カンモドシ）

男子小学生がたき火をしながら夜を明かして、出雲大社から戻ってくる神を迎える。

## 「令和」フィーバー

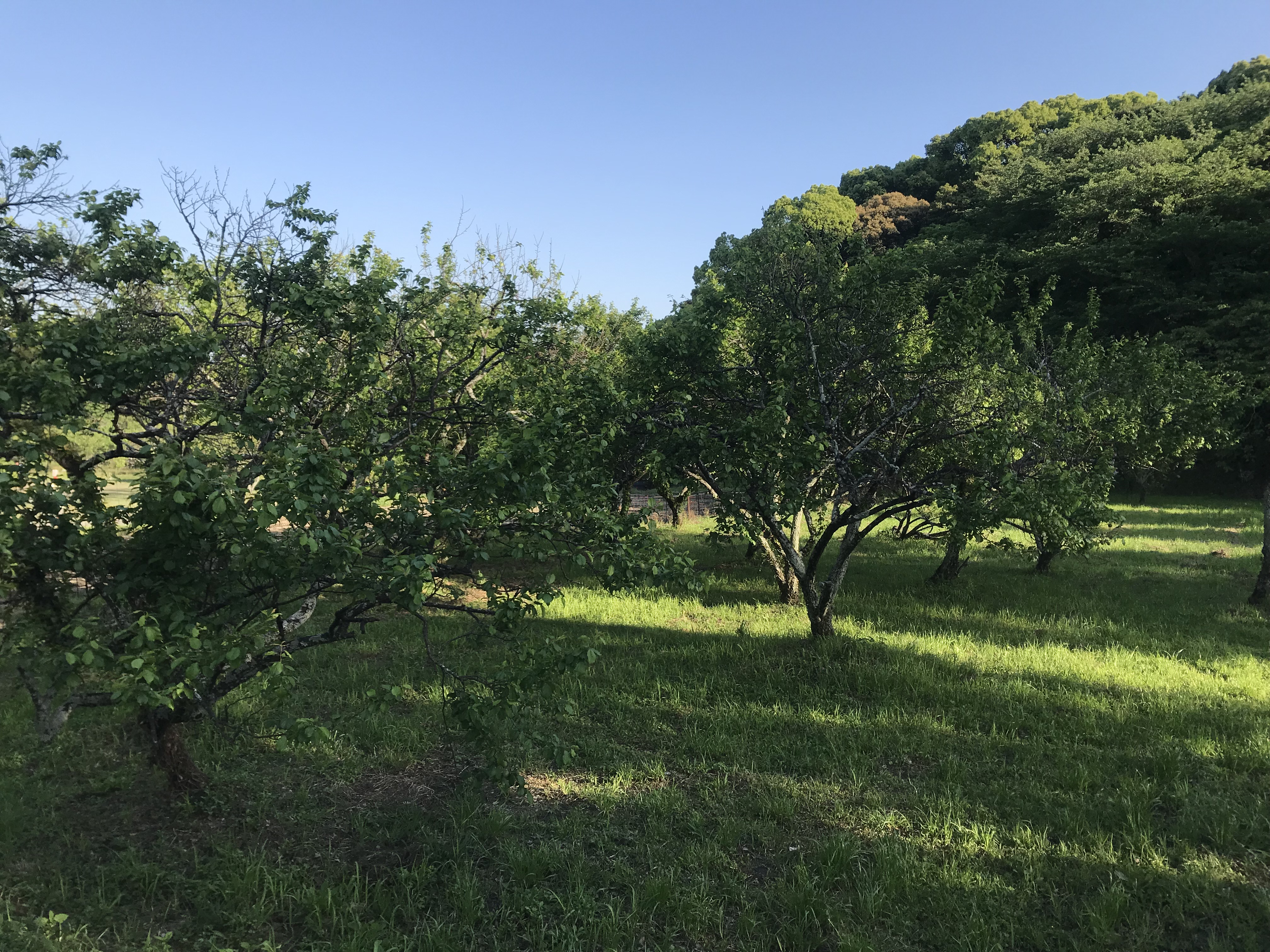
付近の梅林。坂本八幡宮の南東にある大宰府政庁跡は、「令和」発表以前から梅の名所として知られていた。政庁跡のみならず八幡宮の周辺にも梅は多い

2019年（平成31年）4月1日、「平成」に代わる新元号「令和」が発表された。「令和」の典拠は、『万葉集』巻五の「梅花謌卅二首并序」にある一文であり、その歌会の開催地は大宰帥・大伴旅人の邸宅である。
梅花歌卅二首[并序] / 天平二年正月十三日 萃于帥老之宅 申宴會也 于時初春令月 氣淑風和 梅披鏡前之粉 蘭薫珮後之香 加以 曙嶺移雲 松掛羅而傾盖 夕岫結霧 鳥封縠而迷林 庭舞新蝶 空歸故鴈 於是盖天坐地 <促>膝飛觴 忘言一室之裏 開衿煙霞之外 淡然自放 快然自足 若非翰苑何以攄情 詩紀落梅之篇 古今夫何異矣 宜賦園梅聊成短詠
戦後間もない頃から、坂本八幡宮の付近にはかつて大伴旅人邸があったと通説のように語られていた。この説はのちに九州歴史資料館の現地調査によって定説的地位から後退した（後述）が、「令和」発表直後に中央メディアなどが今も有力説のように報じたため、新元号ゆかりの地として一躍脚光を浴びるようになった。以前の参拝者は1日あたり20人ほどだったが、「令和」発表直後には3000人に急増したという。
2019年10月29日、境内に「令和」の石碑が除幕された。
2019年12月2日発表の2019ユーキャン新語・流行語大賞で「令和」がトップ10に選出され、同神社の御田良知宮司が受賞した。
このブームは、新型コロナウイルス感染症の世界的流行が日本に到達し、不要不急の外出が控えられる2020年まで続いた。

### 御朱印

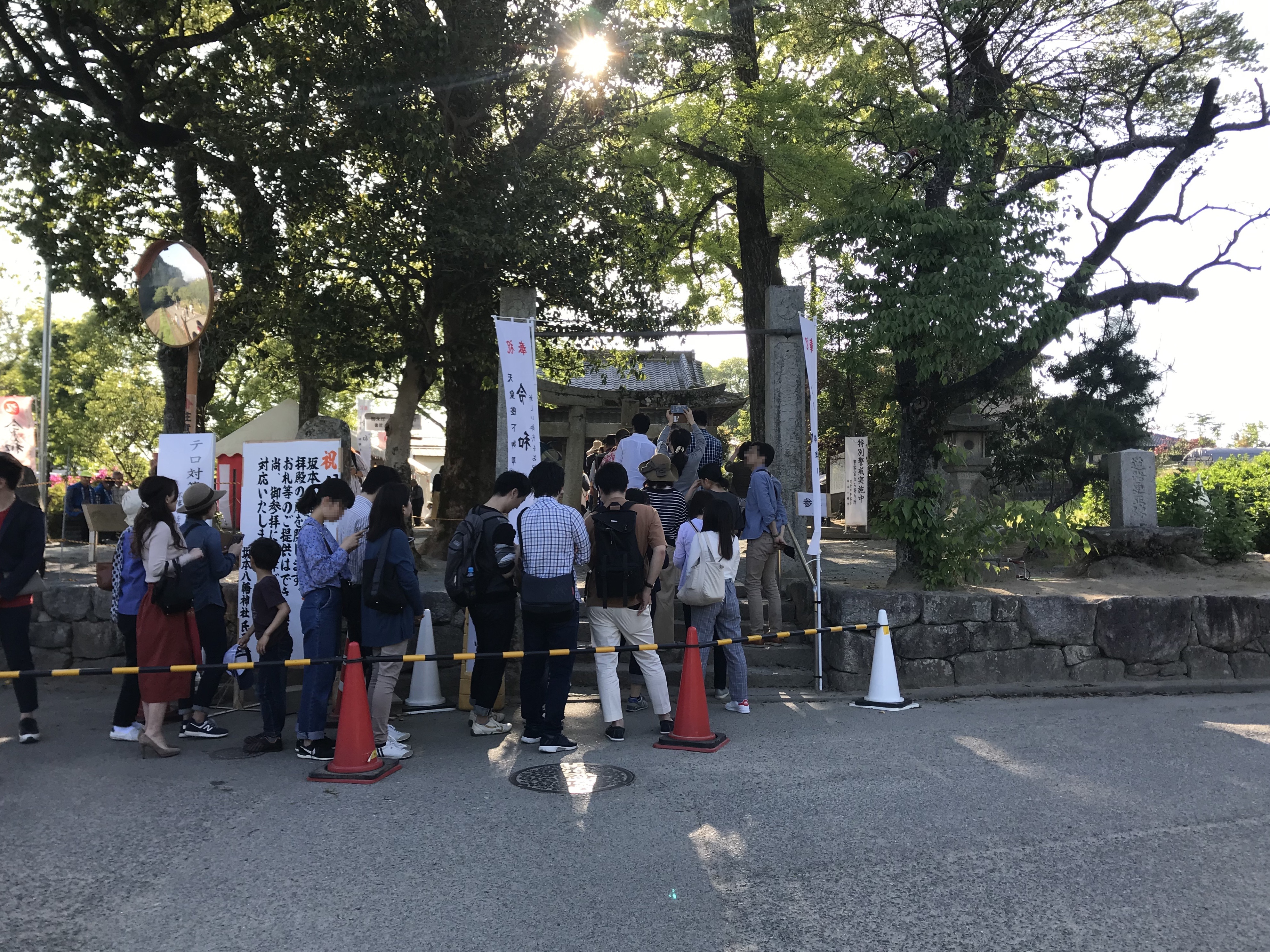
「令和」改元直後の坂本八幡宮の行列（2019年5月3日撮影）

「令和」発表後に参拝者が激増したことを受けて、令和初日の2019年5月1日午前0時から御朱印の授与が開始された。
ゴールデンウィーク期間中ということもあって、御朱印を求める長蛇の列ができた。初日の5月1日には、約1万5000人が行列に並んだ。連日5000人以上の参拝者が殺到し、その対応で氏子らが極度に疲弊したため、7日から見合わせられた。その後、全国的な再開要望を受け、5月18日より授与が再開された。坂本八幡宮に限ったことではないが、早々に御朱印がヤフオク!に出品され、波紋を呼んだ。
6月中旬にはプレハブの社務所が設けられた。

### 実際の邸宅跡は別の場所？

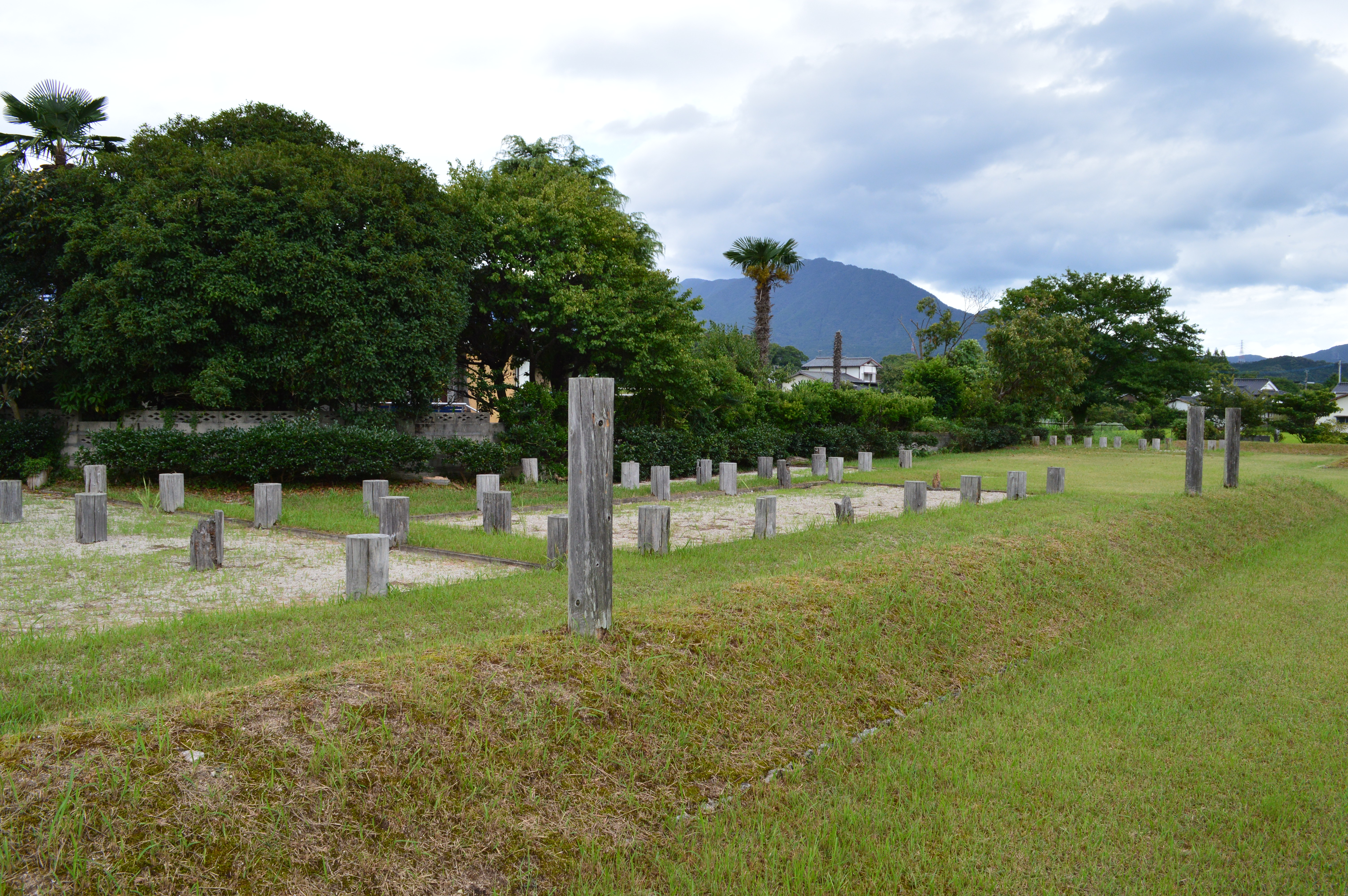
月山東地区官衙跡。平城京では、高位官人は宮殿の左前か横に居住した。この官衙跡は政庁の左前に位置する。また「玉石敷きの溝」が確認でき、その一角は、大宰帥と同じ身分である都の三位貴族宅の敷地面積とほぼ同じだった

戦後間もない頃、竹岡勝也（九州大学教授）が、坂本八幡宮の周辺の台地にかつて大伴旅人邸があったと考えられなくもない、と言及した。これが発端となり、坂本八幡宮が大伴旅人の邸宅跡であると通説のように語られるようになった。
昭和61年（1986年）、この説を検証するため、九州歴史資料館（九歴）による坂本八幡宮付近の発掘調査が行われた。祭祀用とみられる土製馬形「土馬」などが出土したものの、8世紀前半の建物遺構は検出されなかった。このため当時の九歴は、坂本八幡宮付近は違うと判断している。坂本八幡宮の真下は発掘調査が行われていないため、坂本八幡宮にあった可能性が完全に消えたわけではないが、坂本八幡宮付近が邸宅跡であるとする説は長年の通説的地位を喪失した。
現在、坂本八幡宮付近に加えて、政庁東側に位置する月山東地区官衙跡と、政庁南側に位置する条坊跡周辺（現・榎社周辺）の3か所が、大伴旅人の邸宅跡の可能性がある土地として指摘されている。赤司善彦（大野城心のふるさと館館長）は、奈良時代の「玉石敷きの溝」跡などを根拠に、政庁東側の月山地区にあったのではないかとする説を唱えている。

## 現地情報
所在地
- 福岡県太宰府市

交通アクセス
鉄道
- 西日本鉄道（西鉄）天神大牟田線 都府楼前駅 （徒歩約10分）…当神社の最寄り駅であることから、「令和の里」の副駅名が設定された。

バス
- 都府楼前駅からまほろば号北谷回り・内山ゆき、若しくは太宰府駅、西鉄五条駅からまほろば号都府楼前駅ゆきに乗車し「大宰府政庁前」下車すぐ
- 西鉄 ■400系統「筑陽学園前」下車、北へ徒歩5分
- 西鉄 無番（太宰府ライナーバス「旅人」[28]）「大宰府政庁前」下車すぐ